# انجليكا بريدجز
انجليكا بريدجز (بالإنجليزية: Angelica Bridges)‏ هي ممثلة أمريكية بدأت مسيرتها الفنية عام 1996.

## وصلات خارجية
- انجليكا بريدجز على موقع IMDb (الإنجليزية)
- انجليكا بريدجز على موقع ألو سيني (الفرنسية)
- انجليكا بريدجز على موقع قاعدة بيانات الفيلم (الإنجليزية)
- انجليكا بريدجز على موقع كينوبويسك (الروسية)